# Seyed Hossein Seyd
Seyed Hossein Seyd (* 12. April 1994) ist ein iranischer Grasskiläufer. Er nahm an der Juniorenweltmeisterschaft 2010 teil und startete im selben Jahr erstmals im Weltcup.

## Karriere
Seyed Hossein Seyd nahm bisher nur an Grasskirennen in Dizin in seinem Heimatland teil. Ersten Starts bei FIS-Rennen im Juli 2010 folgte zwei Wochen später die Teilnahme an der Juniorenweltmeisterschaft 2010, bei der er dreimal unter die schnellsten 20 fuhr. Er nahm auch an einem zeitgleich ausgetragenen Weltcup-Riesenslalom teil, bei dem er sich nicht für den zweiten Durchgang qualifizierte. Bei den nächsten FIS-Rennen in Dizin im Juli 2011 sowie im Juli 2012 erreichte Seyd seine ersten Top-10-Platzierungen, wobei aber die Anzahl der gewerteten Läufer kaum die zehn überschritt. Im August 2012 nahm Seyd wieder an drei Weltcuprennen teil, bei denen er als 17. im Riesenslalom und jeweils 20. in den beiden Super-G Platzierungen im hinteren Mittelfeld erzielte und damit erstmals Weltcuppunkte gewann. Im Gesamtweltcup der Saison 2012 belegte er den 46. Rang.

## Erfolge

### Juniorenweltmeisterschaften
- Dizin 2010: 15. Slalom, 16. Super-Kombination, 19. Riesenslalom, 27. Super-G

### Weltcup
- 3 Platzierungen unter den besten 20